# Isam Subeihi
Isam Subeihi (født 1972) er en dansk skuespiller.
Han spillefilmsdebuterede i 1999 i rollen som Fauzi; en af hovedrollerne i Ole Christian Madsens succesfilm Pizza King.
Isam Subeihi er ikke uddannet som skuespiller. Han medvirkede i rollen som Hassan, i den satiriske danske tv-serie P.I.S. fra 2001, og i en lille rolle i et afsnit af Taxa fra 1998, også med Ole Christian Madsen som instruktør.